# Lara Keller
Lara Rahel Keller (* 13. April 1991) ist eine ehemalige Schweizer Fussballspielerin, die in 37 Länderspielen für die Schweizer Fussballnationalmannschaft der Frauen spielte.

## Karriere
Keller startete ihre Karriere in der Jugend des FC Erlinsbach und wechselte später in das Jugendinternat des FC Baden. Sie spielte bis 2006 für die Jugendmannschaften von Baden und wechselte im Sommer zum SK Root. Dort startete sie ein Jahr später, in der Saison 2007/08, ihre Profikarriere in der Nationalliga A beim SK Root.
Am 8. Januar 2013 unterschrieb Keller einen Vertrag beim deutschen Bundesligisten FSV Gütersloh 2009, für den sie bis zum Ende der Saison zehn Ligapartien bestritt. Nach dem Abstieg Güterslohs verkündete sie am 30. Mai 2013 ihren Wechsel zum Ligarivalen FF USV Jena. Noch in der Saisonvorbereitung zog sie sich in einem Trainingsspiel jedoch einen Riss des vorderen Kreuzbandes im rechten Knie zu und fiel mehrere Monate aus. Am 11. Mai 2014 gab sie nach neunmonatiger Verletzungspause ihr Debüt für Jenas zweite Mannschaft des FF USV Jena beim Spiel gegen den FC Viktoria 1889 Berlin in der 2. Bundesliga Nord, ehe sie am letzten Spieltag der Saison 2013/14 gegen die TSG 1899 Hoffenheim ihre erste Bundesligapartie für Jena bestritt. Nachdem sie verletzungsbedingt nur zu 16 Spielen für den FF USV Jena gekommen war, gab sie im Mai 2015 ihren Weggang aus Jena bekannt. Sie unterschrieb anschliessend beim FC Zürich Frauen. Am 28. Dezember 2016 verkündete Keller mit 25 Jahren aufgrund einer Sportinvalidität ihr Karriereende.

### Nationalmannschaft
Keller ist seit 2010 Nationalspielerin der Schweiz. Sie nahm mit der Schweizer U-20-Nationalmannschaft an der U-20-Weltmeisterschaft 2010 in Deutschland teil. Sie spielte zuvor in den U-17- und U-19-Nationalteams der Schweiz.